# Sabin Gherman

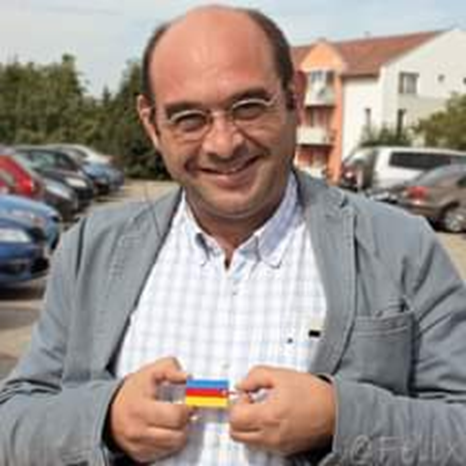
Sabin Gherman mit einer fiktiven transsylvanischen Flagge.

Sabin Gherman (* 22. November 1968, in Zau de Câmpie, Kreis Mureș) ist ein Journalist und Publizist aus Rumänien, der vor allem als Aktivist für die Abspaltung Transsilvaniens oder Teilen davon von Rumänien bekannt wurde. Er ist der Autor des bekannten und kontroversen Manifests M-am săturat de România („Ich habe genug von Rumänien“). Das Manifest ist aufgrund seines rassistischen Charakters umstritten: Zum Beispiel insinuiert Gherman in seinem Manifest, dass die Rumänen aus dem alten Königreich, das hauptsächlich die Walachei, Dobrudscha und Moldau umfasste, den Bewohnern Transsilvaniens unterlegen seien und dass die Überlegenheit der Transsilvanier auf dem Faktor beruht, den die deutsch- und ungarischstämmige Bevölkerung ausmacht.

## Leben
Sabin Gherman absolvierte ein Studium an der Fakultät für Literatur, Abteilung für Rumänisch-Französisch, an der Universität Craiova. Von 1992 bis 1999 arbeitete Gherman als Redakteur und später als Produzent beim Sender TVR Cluj.
Er veröffentlichte zwei Gedichtbände, Phaluscriptum (1991) und Bă Ghermane (1993). Im Jahr 1998 veröffentlichte er den Artikel M-am săturat de România („Ich habe genug von Rumänien“) in der Zeitung Monitorul de Cluj, der später als Manifest für Stiftung ProTransilvania übernommen wurde.
Im Mai 2000 wurde er Gründer und Präsident der Liga Transilvania-Banat. Aktuell ist er als freiberuflicher Journalist tätig und wurde von der Europäische Freie Allianz (EFA) als Berichterstatter für Rumänien beauftragt.
Am 6. Juni 2004 kandidierte Gherman für das Amt des Bürgermeisters der Stadt Cluj-Napoca als Vertreter der Christlich-Demokratischen Partei und erhielt 652 Stimmen, was 0,43 % der abgegebenen Stimmen entspricht.

## Das ManifestM-am săturat de România(„Ich habe genug von Rumänien“)
Am 16. September 1998 veröffentlichte Gherman den umstrittenen Artikel M-am săturat de România („Ich habe genug von Rumänien“) in der Zeitung „Monitorul de Cluj“ und löste damit in Rumänien eine Welle der Empörung in der Welt der Presse und in der Welt der Politik aus. Die Empörung wurde damals von der darin enthaltenen Idee der administrativen Autonomie Transsilvaniens gegenüber Rumänien entfacht. Heute ist der Artikel vor allem aufgrund seines rassistischen Inhalts umstritten. Weil Gherman in seinem Manifest behauptet, dass die Bewohner Transsilvaniens den Rumänen aus dem Altreich überlegen seien, und weil er die rumänische Kultur abfällig als „Zivilisation der Kürbiskerne“ bezeichnet. Darüber hinaus behauptet er, dass die Rumänen nichts von den Ungarn, Österreichern und Deutschen gelernt haben, weshalb die europäische Zivilisation an den Karpaten endet, wo auch Transsilvanien endet.

„M-am saturat de Mitica, de smechereala si tigania pe care le lasa in urma acest nume de tara, Romania.
Eu nu vreau să emigrez numai pentru că de 10 ani nu se face nimic. Doar că m-am săturat de România. De sinonimele ei. De eroismele ei, scoase din orice context istoric. […]
Dacă regret ceva, acum la treizeci de ani, e că m-am născut aici, că fac parte din cei ce au învățat pe la școli că poporul ăsta, boborul, domnilor, a fost într-o erecție continuă în fața istoriei. Care popor? Noi, cei care n-am făcut nici măcar o dată dovada virilității, noi, care în timpul invaziilor ne ridicam poalele în cap și fugeam în păduri, noi, care leșinam prin sălile unde se hotăra istoria, noi, care astăzi ne scremem pentru o bucată de pâine și nu mai știm ce șmechereli să mai inventăm. […]
Seriozitatea, eleganța, disciplina - atribute ale Ardealului - au fost invadate de miticisme, de balcanisme ordinare, de civilizația semințelor de bostan. Era o șansă pentru România să se unească cu Transilvania, să învețe cîte ceva din organizarea ei, din sistemele ei de valori. N-a fost așa; România a înghițit Transilvania - de aceea din trei în trei metri aluneci astăzi pe flegmele de pe marile bulevarde. N-o spun eu, ci un egal al lui Dumnezeu, Cioran.
Aici se maninca seminte de bostan, se vorbeste cu “este multi” si lumea in general se naste, se inmulteste si moare. N-au invatat nimic de la unguri, n-au invatat nimic de la austrieci, n-au invatat nimic de la nemti. Au trecut prea repede de la furculision la „Treceti batalioane romane Carpatii“. Poate de aceea cei mai vajnici “aparaaori” ai Transilvaniei s-au nascut dincolo de Carpati. Poate de aceea Europa se termina pe undeva pe linga Brasov. Acolo se termina si Transilvania. Pentru ca in afara de limba si sosele proaste nu avem nimic in comun."“

„Ich habe genug von „Mitica (Despektierlich für Rumäne aus Buckarest)“, von der Bauernschläue und vom Zigeunertum, die der Name dieses Landes, Rumänien, mit sich bringt.
Ich möchte nicht auswandern, weil seit 10 Jahren nichts unternommen wird. So ist es, ich habe genug von Rumänien. Von Allem, was dafür steht. Ich habe genug von seinen Heroismen, die aus dem historischen Kontext gerissen worden sind.. […]
Wenn ich etwas bereue, jetzt nachdem dreißig Jahren vergangen sind, dann ist es, dass ich hier geboren wurde, dass ich zu denen gehöre, die in der Schule gelernt haben, dass dieses Volk, dieser Pöbel, meine Herren, ständig viril in seiner Geschichte war. Welches Volk? Wir, die wir nicht ein einziges mal unsere Männlichkeit bewiesen haben, wir, die wir während der Invasionen uns hinter Röcken versteckt haben und in die Wälder geflohen sind, wir, die wir in den Sälen, wo die Geschichte entschieden wurde, ohnmächtig geworden sind, wir, die wir uns heute um ein Stück Brot qualvoll bemühen und uns ereifern noch Bauernschlauer zu sein. […]
Die Seriosität, Die Eleganz und die Disziplin, Attribute des Ardeals (Der nördliche Teil Transilvaniens), wurden von Miticisme (Despektierlich für Eigenschaften die den Rumänen aus Bukarest zugeschrieben werden), von Gossen-Balkanismen und von der Zivilisation der Kürbiskerne überflutet. Rumänien hatte eine Chance, sich mit Transilvanien zu vereinen, von aus seiner Organisation und von seinen Wertesystemen zu lernen. Es kamm aber anders: Rumänien hat sich Siebenbürgen einverleibt und deshalb rutscht man heute auf den großen Boulevards alle Paar Meter auf Ausgespeitem aus. Nicht ich behaupte das, sondern Cioran, einer, der Gott gleichgestellt ist.
Hier tut man Kürbiskerne essen, man spricht von "este multi" (eine Eigenart der Bukarester Umgangssprache). Und, was den Leuten hier geschieht ist, geboren zu werden, sich zu vermehren und zu sterben. Sie haben nichts von den Ungarn, von den Österreichern, oder den Deutschen gelernt. Sie wechselten schnell von „furculision“ (kunstwort, dass der Autor als Platzhalter für Französismen verwendet) zum "Treceţi batalioane române Carpaţii"(Lied, das im Ersten Weltkrieg in der Rumänischen Armee gesungen wurde). Möglicherweise ist folgender der Grund, warum die tapfersten Verteidiger Transsylvaniens von jenseits der Karpaten stammen. Vielleicht ist folgender der Grund, warum Europa irgendwo in der Nähe von Brașov endet, dort wo  auch Transsylvanien endet. Der Grund ist, dass wir außer der Sprache und den schlechten Straßen nichts gemeinsam haben.“

Im Dezember 1999 wurde beim Verlag „Erdélyi Híradó“ in Cluj nun ein Buch veröffentlicht, mit dem Titel „M-am săturat de România. Fenomenul Sabin Gherman în viziunea presei“ („Ich habe genug von Rumänien. Das Phänomen Sabin Gherman aus der Sicht der Presse“). Es umfasst 422 Seiten und analysiert die Wahrnehmung von Sabin Ghermans Manifest in der rumänischen Presse.

## Die Liga Transilvania-Banat
Die Liga Transilvania-Banat war eine politische Bewegung in Rumänien, sie wurde im März 2002 von Sabin Gherman gegründet, dem Autor des Manifests „M-am săturat de România“ („Ich habe genug von Rumänien“). Die Bewegung wurde mit dem Ziel gegründet, für die Abspaltung Transsilvaniens von Rumänien zu kämpfen. Ein Ziel, das Kontroversen und Opposition seitens anderer politischer Parteien hervorrief. Trotz der Kontroverse über ihre Gründung und Ziele gewann die Liga Transilvania-Banat eine bedeutende Anzahl von Unterstützern, mit etwa 28.000 Mitgliedern im März 2004. Die Bewegung engagierte sich für regionale Autonomie und, was man intern als kulturelle Erhaltung bezeichnete und sie nahm an politischen Kampagnen und Wahlen teil. Neben ihren politischen Aktivitäten konzentrierte sich die Liga Transilvania-Banat auch auf kulturelle und soziale Initiativen, einschließlich der Organisation von Veranstaltungen und Festivals zur Förderung des kulturellen Erbes der Regionen Transsilvanien und Banat.

## Veröffentlichte Bücher
- Phalus scriptum (București, 1991)
- Bă Ghermane (Cluj, 1993)
- M-am săturat de România (Monitorul de Cluj, 1998)

### Herausgeber
- Iuliu Maniu, Patria de lux. Memorandul românilor din Transilvania (Ardeal, Banat, Crișana, Satu-Mare, Maramureș) prezentat M.S. Regelui Carol II în 15 decembrie 1938, ediție îngrijită și prefațată de Sabin Gherman, 84 de pagini, 2001.